# Max Helfferich

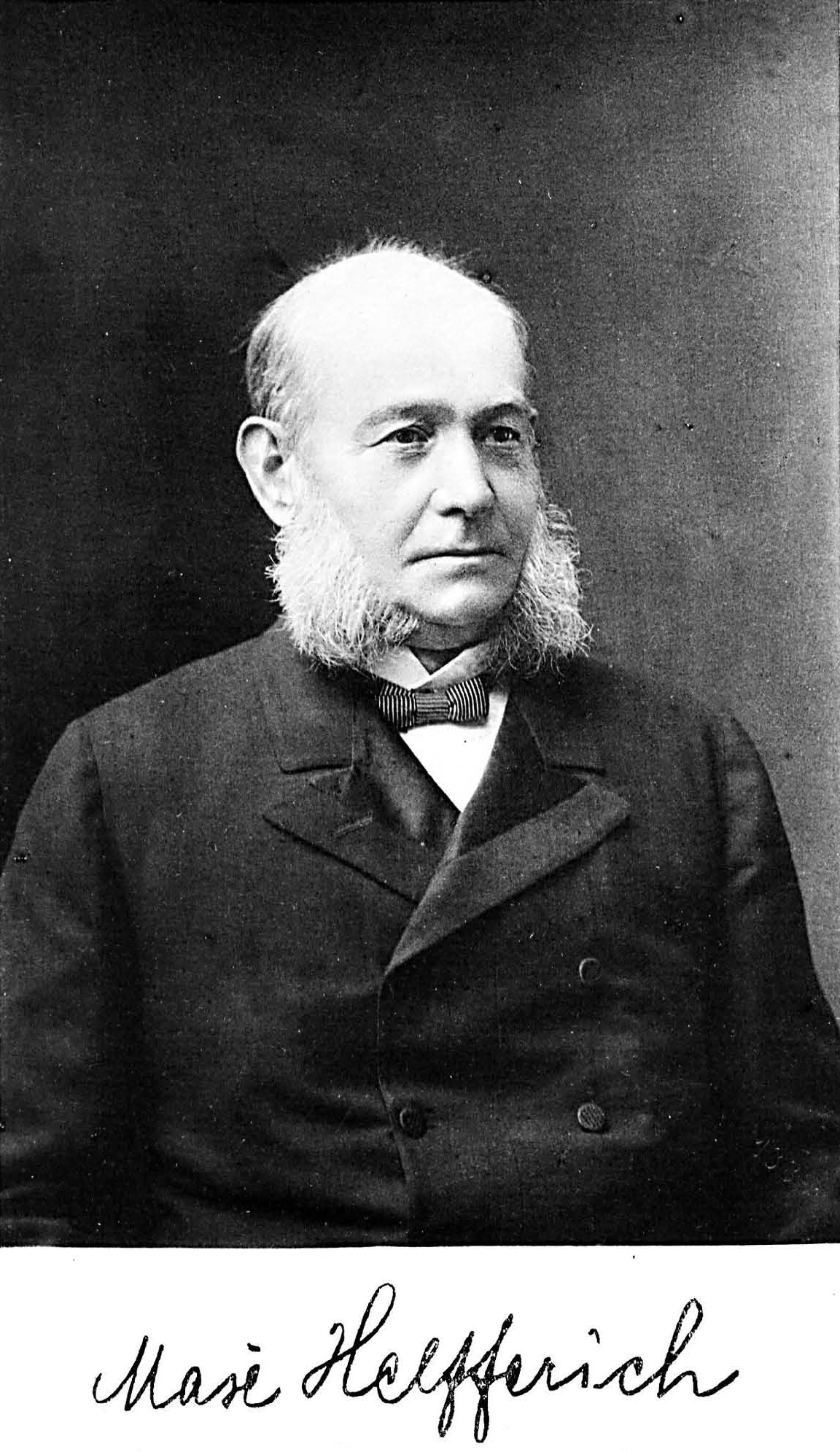
Max Helfferich

Max Karl Julius Helfferich (russisch Максимилиан Христианович Гельферих Maximilian Christianowitsch Gelferich, * 18. Juni 1828 in Kapfenburg; † 11. August 1901 in Charkiw) war ein deutscher Kaufmann und Maschinenfabrikant in Charkiw.

## Leben
Max Karl Julius Helfferich wurde am 18. Juni 1828 in Kapfenburg als Sohn des späteren Stuttgarter Revisors Christian Helfferich (1797–1871) geboren und wuchs in Stuttgart auf. Ende der 1840er Jahre wanderte er nach dem damals russischen Odessa aus. Bald wurde er Teilhaber der Firma „Magazin Sadet“ in dem damals ebenfalls russischen Charkow, heute Charkiw. 
Helfferich erkannte, dass besonders die russische Landwirtschaft ein lohnendes Absatzgebiet für Maschinen zu werden versprach. Um 1861 gründete er mit Sadet als Teilhaber die Gesellschaft „Helfferich-Sadet“ in Charkiw und verkaufte zuerst aus dem Ausland importierte Maschinen. Später gründete er eine eigene Maschinenfabrik, „welche sich zu einer der größten industriellen Unternehmungen Rußlands auswuchs und bald den ganzen Süden Rußlands mit Maschinen versorgte“. Die Firma Helfferich-Sadet bestand auch nach Helfferichs Tod weiter bis zur Revolution 1917.
1868 heiratete Helfferich die Deutsche Josephine Heinrich aus Charkiw (1844–1894). Aus der Ehe gingen keine Kinder hervor. Helfferich gelangte zu großem Wohlstand und wurde zu einem Wohltäter in seiner alten Heimat. Er bedachte das Ludwigsspital, das Karl-Olga-Krankenhaus und die Olgaheilanstalt in Stuttgart mit Stiftungen und gründete 1895 mit einem Kapital von 500.000 Mark die Familienstiftung „Max- und Josphine Helfferich-Stiftung“ für Anverwandte der aus Kirchheim unter Teck stammenden Familie Helfferich. Für seine Verdienste wurde Max Helfferich durch hohe preußische und russische Orden und durch die Verleihung des Titels eines königlichen württembergischen Kommerzienrats ausgezeichnet. Im Gedenken an seine Wohltätigkeit wurde 1904 die Helfferichstraße in Stuttgart-Nord nach ihm benannt.